# Coleoxestia olivieri
Coleoxestia olivieri es una especie de escarabajo longicornio del género Coleoxestia, tribu Cerambycini, subfamilia Cerambycinae. Fue descrita científicamente por Fragoso en 1993.

## Descripción
Mide 20-35,4 milímetros de longitud.

## Distribución
Se distribuye por Bolivia, Brasil y Guayana Francesa.